# Lost in Las Vegas
Lost in Las Vegas is de tiende aflevering van het zevende seizoen van het tienerdrama Beverly Hills, 90210, die voor het eerst werd uitgezonden op 20 november 1996.

## Verhaal
David neemt Valerie, Steve en Clare mee voor een reisje naar Las Vegas. Als ze aan het pakken zijn dan moet Steve nog zijn scriptie afmaken en vraagt Brandon of hij nog een scriptie heeft waar hij zijn werk mee kan controleren. Brandon laat hem iets zien en dan besluit Steve deze te kopiëren en in te leveren. Steve gaat ervan uit dat de professor dit toch niet opmerkt. Later komt Muntz de scriptie ophalen om het voor Steve in te leveren en Brandon geeft hem de envelop waar het in zit.  Als de vier op weg zijn naar Las Vegas dan merken ze dat David een beetje hyper is en zijn er niet echt gerust op. Eenmaal in Las Vegas dan gaat David helemaal los en drinkt en gokt de hele tijd. Valerie probeert op hem in te praten maar hij wil niets horen en besluit naar een andere casino te gaan. Buiten ontmoet hij twee dames die hij mee uitnodigt. Ze nemen hem mee naar een motel waar ze hem iets geven waardoor hij bewusteloos raakt en nemen al zijn geld en kleren mee. De vrienden waarschuwen Donna die meteen daarheen gaat en beschuldigt hen dat ze niet goed op hem hebben gelet.
Brandon die thuis is gebleven gaat wat eten in de Peach Pitt en ontmoet daar een vrouw die alles kwijt is, waaronder het adres van haar verloofde. Brandon besluit haar mee te nemen naar zijn huis om haar te helpen. Ze gaan op zoek naar haar verloofde en vinden hem maar als hij langskomt dan vertelt hij haar dat hij iemand anders ontmoet heeft en verliefd is. Later krijgt hij spijt maar ze hoeft hem niet meer terug.
Kelly is aan het kussen met Mark in de tv-studio terwijl Brandon binnen komt lopen. Hij is niet blij met wat hij ziet en loopt weer weg. Kelly besluit om te blijven slapen bij Mark maar ze wil dat er niets gebeurd. De volgende ochtend heeft Kelly een cadeau voor Mark, nieuwe lakens en kussenslopen omdat zij die fijner vindt liggen.

## Rolverdeling
- Jason Priestley - Brandon Walsh
- Jennie Garth - Kelly Taylor
- Ian Ziering - Steve Sanders
- Brian Austin Green - David Silver
- Tori Spelling - Donna Martin
- Tiffani Thiessen - Valerie Malone
- Joe E. Tata - Nat Bussichio
- Kathleen Robertson - Clare Arnold
- Jamie Walters - Ray Pruit
- Dalton James - Mark Reese
- Jill Novick - Tracy Gaylian
- Ryan Thomas Brown - Morton Muntz